# Бражуольская диверсия
Бражуольская диверсия (лит. Bražuolės diversija) — взрыв, произошедший 6 ноября 1994 года на железнодорожном мосту через реку Бражуоле к северо-востоку от Вевиса (Литва).
Хотя мост был сильно повреждён, схода поезда с рельсов удалось избежать благодаря случайному стечению обстоятельств. Два пассажирских поезда должны были пересечь мост вскоре после взрыва. Один из них, предупреждённый местным жителем, сбросил скорость и сумел пересечь мост с той стороны, которая пострадала незначительно. Затем он предупредил встречный поезд, который вовремя остановился.
Считается, что взрыв связан с переворотом добровольцев в сентябре 1993 года, когда около 150 вооружённых людей из Добровольческих сил национальной обороны Литвы (SKAT) покинули свои посты и выдвинули политические требования, а также к убийству офицера SKAT Юраса Абромавичюса, который расследовал переворот и взрыв в январе 1997 года. Ни один из трёх инцидентов не был раскрыт, и никому не было предъявлено обвинение.

## Инцидент
Алдона Юозапавичене (Aldona Juozapavičienė), местная пожилая женщина, услышала взрыв и сказала своему внуку и двум соседям, чтобы они помогли предупредить и остановить приближающиеся пассажирские поезда с обоих направлений. В более позднем интервью для прессы она процитировала свои воспоминания о бомбардировках времен Второй мировой войны, которые помогли ей быстро понять, что мост был разрушен. Поезд № 79, следовавший из Санкт-Петербурга в Калининград увидел предупреждения, замедлил ход, но не смог вовремя остановиться. Тем не менее, ему удалось успешно пересечь мост — сторона получила незначительные повреждения. Затем поезд передал по радио сообщение о повреждении моста в Вевисе. Пассажирский поезд № 664, следовавший из Клайпеды в Вильнюс, остановился за несколько сотен метров до моста. По счастливому стечению обстоятельств оба поезда отставали от расписания примерно на две минуты — они часто обходили друг друга на мосту. В поезде из Санкт-Петербурга было около 600 пассажиров, в то время как в поезде из Клайпеды находилось около 260 человек. За их усилия по оповещению и остановке поездов президент Альгирдас Бразаускас, 9 ноября 1994 года наградил четырёх местных жителей Крестом Спасения погибающих. Мост был отремонтирован, а железнодорожное движение восстановлено примерно за три недели.

## Расследование
Прокуратура расследовала 12 различных сценариев взрыва, но не предоставила никаких официальных выводов. Досудебное расследование было прекращено в июне 2012 года в связи с истечением срока давности. Литовский веб-сайт опубликовал текст решения о прекращении расследования в 2015 году. Согласно отчёту, взрывчатка представляла собой самодельное взрывное устройство из нитрата аммония и дизельного топлива, сработавшее от детонатора гексогена с таймером. В ходе расследования были установлены личности двух мужчин, оба — члены Добровольческих сил охраны края, но не удалось установить личности ещё шести человек или установить какие-либо более широкие политические связи. Один из мужчин, который дал показания и сотрудничал со следствием, утверждал, что взрыв должен был нарушить российское военное сообщение с Калининградской областью и послать сигнал поддержки чеченским сепаратистам в их вооруженной борьбе с Россией.
В отсутствие официальных выводов существует множество теорий, предположений и теорий заговора о взрыве и связанном с ним перевороте добровольцев в сентябре 1993 года и убийстве офицера SKAT Юраса Абромавичюса в январе 1997 года. Эти дела и их расследования стали крайне политизированными. Левые (в первую очередь Демократическая рабочая партия Литвы) обвиняют Союз отечества, в то время как правые указывают на Россию и её спецслужбы (ГРУ).